# Juan Sigala
Juan Alexánder Sigala García (Delicias, Chihuahua, 6 de abril de 2007) es un futbolista mexicano que juega de centrocampista en el Club de Fútbol Pachuca de la Primera División de México.

## Trayectoria
Con 17 años y 345 días debutó profesionalmente el domingo 16 de marzo de 2025 en la victoria 4-1 del Club de Fútbol Pachuca sobre el Club Tijuana, encuentro correspondiente a la decimosegunda jornada del Clausura 2025; ingresó al 73' sustituyendo a John Kennedy y anotó gol al 90'+5 para cerrar el marcador, con ello se convirtió en el cuarto jugador -tras Hirving Lozano, Paul Aguilar y Emilio García, en anotar gol durante su debut en los torneos cortos.